# Les Épaves du naufrage
Pour plus de détails, voir Fiche technique et Distribution.
Les Épaves du naufrage (Los restos del naufragio) est un film espagnol réalisé par Ricardo Franco, sorti en 1978.

## Synopsis
Mateo, après une rupture, devient jardinier dans un hospice. Il se lie d'amitié avec El Maestro, un résident aux projets fantastiques.

## Fiche technique
- Titre : Les Épaves du naufrage
- Titre original : Los restos del naufragio
- Réalisation : Ricardo Franco
- Scénario : Ricardo Franco
- Musique : David C. Thomas
- Photographie : Cecilio Paniagua
- Montage : Guillermo S. Maldonado
- Société de production : Impala, In-Cine Compañía Industrial Cinematográfica, Promociones Aura Mon Vel et Televisa S.A. de C.V.
- Pays de production :  Espagne et  Mexique
- Genre : Drame
- Durée : 98 minutes
- Date de sortie : 
  - Espagne : 2 juin 1978

## Distribution
- Fernando Fernán Gómez : El Maestro
- Ángela Molina : Adelaida / María
- Ricardo Franco : Mateo
- Alfredo Mayo : Don Emilio
- Felicidad Blanc : Doña Elsa
- Luis Ciges : Don Jorge
- Montserrat Salvador : la mère supérieure

## Distinctions
Le film a été présenté en sélection officielle en compétition au Festival de Cannes 1978.